# إزار الحائط

إزار الحائط أو الجدار أو لوح القاعدة أو حافة الحائط هو لوح خشبي أو من ألياف الخشب متوسطة الكثافة أو من الفينيل يغطي الجزء الأدنى من الجدار الداخلي. غرضه هو تغطية نقطة التماس سطح الحائط والأرضية. إنه يغطي الحافة غير المستوية للأرضيات بجوار الحائط؛ ويحمي الحائط من الركلات والتآكل واصطدام الأثاث فيه؛ وقد يكون للزخرفة فقط.